# Sevda Ferdağ
Sevda Ferdağ, nom de scène de Lütfiye Dumrul, née le 15 août 1942 à Edremit et morte le 17 février 2024 à Istanbul, est une actrice et chanteuse turque. Elle est l'une des figures féminines les plus connues de l'âge d'or du cinéma turc.

## Filmographie partielle
- 1963 : Helal Olsun Ali Abi, avec Ayhan Işık et Sadri Alışık
- 1964: Günah Kadınları, avec Cüneyt Arkın
- 1966 : Aslanların Dönüşü de Yılmaz Atadeniz
- 1966 : Cibali Karakolu de Hulki Saner
- 1967 : Hacı Murat, avec Cüneyt Arkın : la sultane
- 1968 : Casus Kıran de Yılmaz Atadeniz : Sevda
- 1972 : Günahsızlar d'Atıf Yılmaz : Gönül
- 1977 : Günahın Bedeli / Tokat, avec Müjde Ar : Gamze
- 1991 : Gizli Yüz d'Ömer Kavur, avec Zuhal Olcay : Anne-Öğretmen Kadın
- 1997 : Ağır Roman avec Okan Bayülgen
- 2000 : Güle Güle de Zeki Ökten, avec Serra Yılmaz